# Deoghar
Deoghar est une ville d'Inde ayant en 2011 une population de 203 116 habitants.